# Калман Ронже
Ка̀лман Ро̀нге (на унгарски: Rongé Kálmán), известен в България като Калман Ронже или Кирил Ронже, е български просветен деец и общественик от унгарски произход.

## Биография
Роден е в 1844 или 1845 година в Надбечкерек, тогава в Австрийската империя. В 1861 година завършва гимназия. Поради либералните си възгледи, Ронже е принуден да емигрира в Османската империя. Попада в българските земи като служител в Хиршовата железница при работата си по линията Русе - Варна. В 1869 се установява в Шумен, където преподава рисуване, физическо възпитание и спорт. Въвежда модерни методи на преподаване. Организира първите публични спортни изяви в България. Преподава и латински език, математика, хигиена и физика. Работи в класното училище в Шумен в 1869 - 1873 година. Заминава да следва висше образование и учи пет семестъра в Будапещенския и Виенския университет.
Завръща се в българските земи и учителства в новооснованото Княжество България. От 28 юни 1879 година до септември 1880 година преподава в Габровската гимназия латински език и физическо възпитание. След това е назначен за учител в Провадия на 1 септември 1880, където остава до средата на 1882 година. В Русе в 1882 година издава брошурата „Варда! или критически разбор върху училищните работи на България“, в която Ронже критикува изостаналите методи на преподаване, както и неподходящата учебна програма, в която според него отсъстват предмети с практическа насоченост, като критиката стига до министъра на народната просвета в България Константин Иречек. Брошурата предизвиква силна положителна обществена реакция, но в резултат Иречек го уволнява и Ронже е принуден да обикаля различни градове в търсене на работа.
Иван Вазов пише за брошурата на Ронже:
| „ | Г. Ронже, провадийский учител, с едно вещо перо и с пълно знание на предмета излага състоянието на училищното дело в Княжеството, критически търси и намира причините на неправилний вървеж на училищата в България и показва лекът за поправянието. Тая книжка, ако и не обширна, съдържа много хубави съждения и практический начин на изложението прави прочитът ѝ лек и приятен. Ние бихме желали да се прочете тя и от нашите учители и въобще от всички, които имат присърце преуспявание на народното образование у нас. | “ |

Кметът на Свищов привлича Калман Ронже в Свищов за учебната 1882/1883 година. Ронже обаче не успява да се задържи в града и в средата на учебната година е принуден да се върне в Шумен. Там обаче е приет зле от духовенството и чорбаджиите, които го обявяват за луд и Ронже е принуден да напусне града. Във февруари 1883 година започва работа в Ески Джумая, където остава до края на годината. Докато е в Ески Джумая Министерството на народното просвещение отговаря на обвиненията.
Иречек на 23 февруари/7 март 1883 пише в дневника си за Ронже и брошурата му:
| „ | Предаде ми zur Begutachtung [за мнение] „експозето“ на маджарския въ Шуменъ покръстенъ евреинъ Cyr. Kol. Rongé върху учебното дѣло, мизеренъ памфлетъ противъ Симеона, Блъскова, общинитѣ, поповетѣ, учителитѣ и т. н. съ цвѣтистъ слогъ, приблизително à la Pester Lloyd. Този нехранимайко сега е учитель въ Ески Джумая. | “ |

Вследствие на враждебната атмосфера в Княжеството, Ронже, привлечен от Българската екзархия, заминава за Солун, тогава в Османската империя, където преподава в българската гимназия в учебната 1885/1886 година. В Солун Ронже успява да си спечели враждебно отношение и от османските власти и се връща в Шумен, където преподава от втората половина на учебната 1886/1887 година. На 1 октомври 1887 година отново става учител в Габрово, където остава до септември 1888 година. След това работи като учител във Варна, Пловдив, Русе и вероятно в София. Изпаднал в тежко финансово положение, Ронже изпраща писмо до Министерството просвещението с молба за увеличение на заплатата, което обаче остава без отговор.
В 1890 година заминава за Босна, която тогава е под австро-унгарско управление. Там работи за кратко като учител и не след дълго, сломен психически и финансово, се самоубива.